# Pferdingsleben
Pferdingsleben település Németországban, azon belül Türingiában. Lakosainak száma 374 fő (2023. december 31.).

## Népesség
A település népességének változása:
| Lakosok száma | 396  | 388  | 371  | 375  | 374  |
|               | 2017 | 2019 | 2021 | 2022 | 2023 |